# Phytelephas seemannii
Phytelephas seemannii là loài thực vật có hoa thuộc họ Arecaceae. Loài này được O.F.Cook miêu tả khoa học đầu tiên năm 1912.